# Zhanggezhuang (köpinghuvudort i Kina, Shandong Sheng, lat 37,38, long 121,19)
Zhanggezhuang (kinesiska: 张格庄, 张格庄镇) är en köpinghuvudort i Kina. Den ligger i provinsen Shandong, i den östra delen av landet, omkring 380 kilometer öster om provinshuvudstaden Jinan. Antalet invånare är 14 672. Befolkningen består av 7 345 kvinnor och 7 327 män. Barn under 15 år utgör 7,0 %, vuxna 15-64 år 73 %, och äldre över 65 år 18,0 %.
Runt Zhanggezhuang är det tätbefolkat, med 982 invånare per kvadratkilometer. Närmaste större samhälle är Qingyang, 14,8 km norr om Zhanggezhuang. Trakten runt Zhanggezhuang består till största delen av jordbruksmark.
Genomsnittlig årsnederbörd är 748 millimeter. Den regnigaste månaden är juli, med i genomsnitt 264 mm nederbörd, och den torraste är februari, med 12 mm nederbörd.